# Era de ouro do hip hop

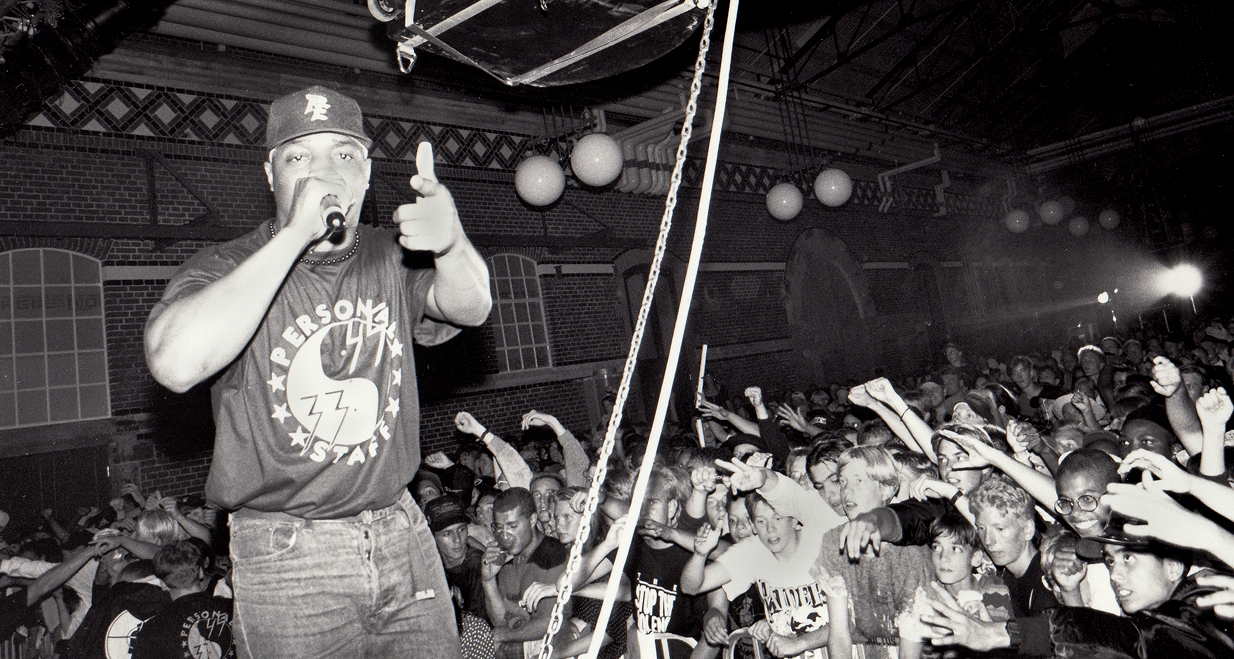
Chuck D. Slakthuset i Malmö 1991

Era de ouro do hip hop foi um período no mainstream hip hop, citado em 1985 até ao início dos anos 90, costumava ser caracterizado pela sua diversidade, qualidade, inovação e influência. Havia fortes temas do Afrocentricidade e da militância política, e, quanto a música, ela era experimental e de amostragem e considerada, portanto, eclética.  Os artistas que mais estavam incluídos nesta fase eram Public Enemy, LL Cool J, Run-D.M.C., KRS-One e o Boogie Down Productions, Eric B. & Rakim, De La Soul, Beastie Boys, A Tribe Called Quest, e os Jungle Brothers. Lançamentos por esses actos coexistiram nesse período, com artistas de género rap gangsta, Schoolly D e N.W.A, os rappers sexistas de 2 Live Crew, e de festa de música orientada de actos como o de Kid 'n Play, Heavy D, e DJ Jazzy Jeff & the Fresh Prince.
Alguns compositores, como Tony Green, referenciaram dois anos do período 1993 e 1994 como "a second Golden Age" (em língua portuguesa: " A secunda Era de Ouro), que viu álbuns influentes e de alta qualidade que utilizavam elementos do antigo classicismo mu-E-SP-1200, sons de tambor, referências de canções da velha escola do hip hop, embora deixando claro que novos rumos tinham sido tomados. O critico musical Tony Green lista, em seu livro Classic Material, os álbuns The Chronic, de Dr. Dre, Enter the Wu-Tang (36 Chambers), de Wu-Tang Clan, Illmatic, de Nas, Buhloone Mindstate, de De La Soul, Doggystyle, de Snoop Dogg Midnight Marauders. de A Tribe Called Quest e Southernplayalisticadillacmuzik, de OutKast, como lançamentos deste gênero.